# Малевич (фільм)
Малевич — біографічний фільм 2024 року режисерки Дар'ї Онищенко, що розповідає про життя та творчість українського художника-авангардиста Казимира Малевича. Фільм знятий у копродукції України, Сербії, Італії та Швейцарії.
Прем'єра фільму відбулася 1 листопада 2024 року на Київському міжнародному кінофестивалі «Молодість». На широкий екран в Україні фільм вийде 11 вересня 2025 року.

## Синопсис
Зелений квадрат 1922 р. Схід України. 20-річна Соломія разом із мамою живе в селі. Вона радіє, коли її хлопець Сашко, 25 років, повертається з передової і проводить з нею кілька днів. Коли вони граються з Сашковим приладом нічного бачення, Соломія раптом помічає, що в її кімнаті «Чорний квадрат» — репродукція відомої картини Казимира Малевича — світиться в темряві. Соломія містифікує історію навколо Чорного квадрата, а Сашко сміється з неї. Вони обидва не знають, що історія родини Соломії пов'язана з божевільним авангардистом.
Чорний квадрат 1915 р Російська імперія. Казимир Малевич, 32 роки, молодий і амбітний художник, народився і виріс в Україні, переїхав до Москви. Там він знайомиться з молодим конструктивістом Володимиром Татліним, 21 рік. Вони обоє мріють сказати нове слово в мистецтві і стають запеклими суперниками. У них спільна мрія потрапити в Париж і зустрітися з Пабло Пікассо. Малевич намагається створити свій неповторний стиль живопису супрематизм. Всесвітньо відома виставка «0,10» у Санкт-Петербурзі стає вирішальним моментом — Малевич представляє свою найзагадковішу картину «Чорний квадрат».
Білий квадрат 1925. Радянський Союз. Малевич і Татлін обидва викладають у Вітебській художній школі, якою керує 35-річний Марк Шагал. Поки Татлін і Малевич продовжують суперництво, 55-річному агенту НКВС Степану, 55 років, доручають знищити авангард і приборкати митців. Коли Малевич отримує дозвіл на довгоочікувану поїздку за кордон, Степан отримує можливість звинуватити Малевича в шпигунстві. Малевича арештовують.
Червоний квадрат 1932 р. Малевич і Татлін працюють у Києві в Художньому інституті. Малевич вважає, що мистецтво має бути поза політикою, але, відвідуючи українське село, Малевич на власні очі бачить жахливий голод «Голодомор». Він сміливо наважується відобразити голодомор у своїх творах. Степан разом із співробітниками НКВС приходять з обшуком до Художнього інституту. Татлін намагається уникнути конфіскації картин Малевича і починає бійку. Співробітники НКВС заарештовують Татліна. Малевич вирішує використати «Летатлін» — літальний апарат Татліна, щоб зупинити НКВС. Вільним митцям вдається літати в будь-який час і за будь-яких режимів, Малевичу теж.

## У ролях
У фільмі знімалися:
- Віталій Ажнов — Казимир Малевич
- Олексій Горбунов — Микола Ведмедєв
- Олександр Новіков — Володимир Татлін
- Ірма Вітовська — Одарка (мати Соломії)
- Марина Кошкіна — Наталія (кохана Казимира Малевича)
- Христина Федорак — Софія
- Дарія Творонович — Соломія
- Костянтин Темляк — Сашко
- Олександр Рудинський
- Марія Рудинська
- Наталія Васько — Надія Добичина
- Ніна Ніжерадзе
- Віктор Сарайкін
- Сергій Смеян

## Виробництво
Фільм виробництва 435 Films, Lehmann Sisters, Big Hand Films, FilmHouse LLC, Nina Film SRL, Art & Popcorn d.o.o. за підтримки Державного агентства України з питань кіно.
Фільмування розпочалося до повномасштабного вторгнення Росії в Україну, але через воєнні дії його завершували вже під час війни. Фільмування проходило у Києві, Мощуні, Ворзелі, Пущі-Водиці, Халеп'ї та Кончі-Заспі. Більшість локацій, які планували на Харківщині, виявилися зруйнованими під час війни.
Музику до стрічки написали італійський композитор Рафаелле Петруччі та клавішник гурту «Океан Ельзи» Милош Єлич. У фільмі також звучатиме улюблена пісня Малевича «Гуде вітер вельми в полі».